# Лестицца
Лестицца (итал. Lestizza) — коммуна в Италии, располагается в регионе Фриули-Венеция-Джулия, в провинции Удине.
Население составляет 3953 человека (2008 г.), плотность населения составляет 114 чел./км². Занимает площадь 34 км². Почтовый индекс — 33050. Телефонный код — 0432.
Покровителями коммуны почитаются святой  священномученик Власий Севастийский, празднование 3 февраля, San Valentino, Иоанн Креститель, святой Антоний Великий. В коммуне особо празднуется Успение Пресвятой Богородицы.

## Демография
Динамика населения:

## Администрация коммуны
- Официальный сайт: http://www.comune.lestizza.ud.it/